# Parlamento da Serra Leoa

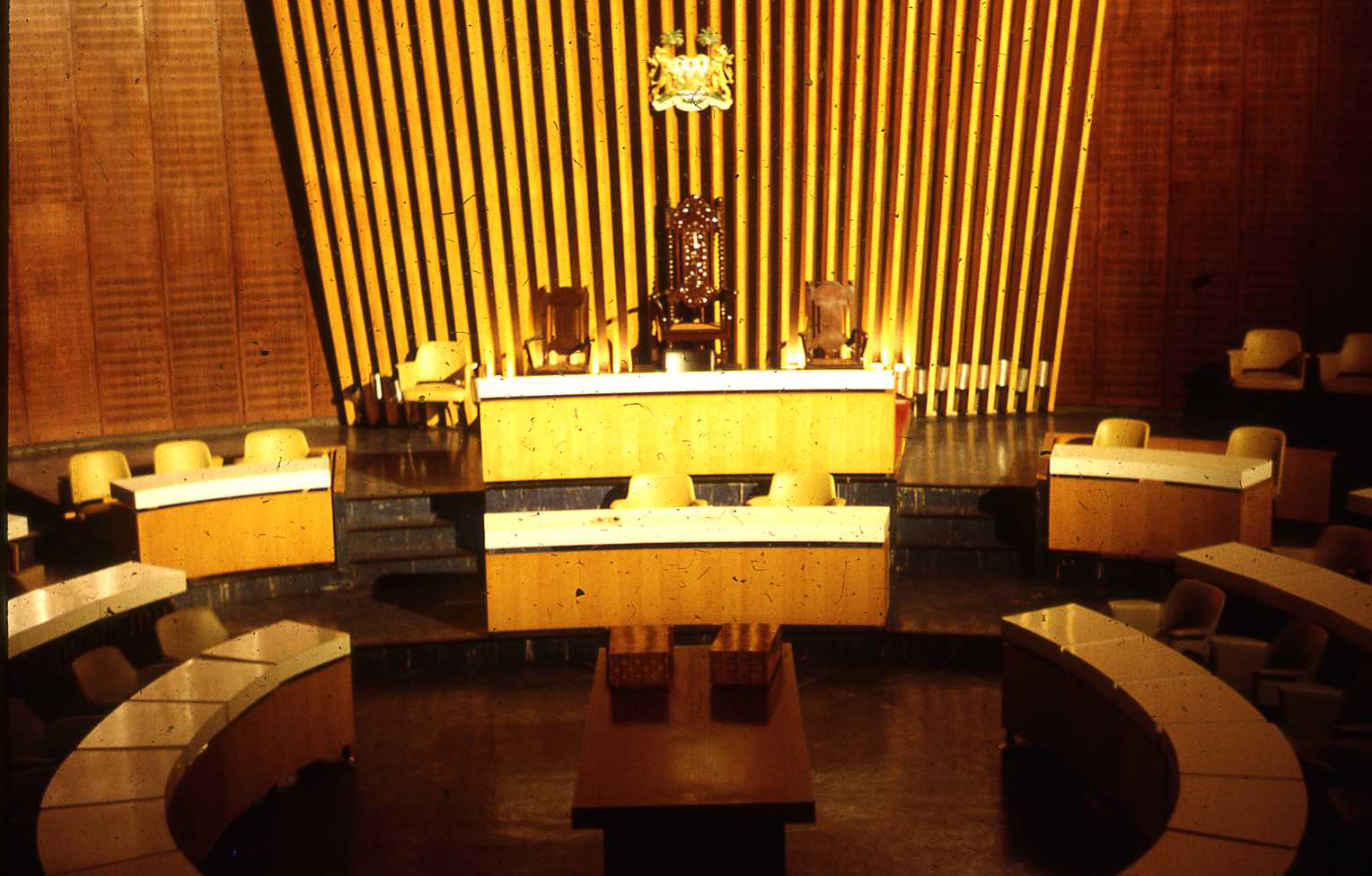
Parlamento da Serra Leoa

O Parlamento de Serra Leoa é o ramo legislativo do governo de Serra Leoa. É o principal responsável por fazer as leis do país. O parlamento de Serra Leoa é composto por 146 membros, dos quais 132  são eleitos diretamente por todos os 16 distritos de Serra Leoa, enquanto 14 são chefes supremos nomeados pelos 14 distritos rurais. O parlamento é liderado pelo presidente da Câmara, com a posição atualmente ocupada por Abass Bundu, do Partido Popular de Serra Leoa (SLPP). Os atuais 132 membros ordinários eleitos do parlamento são compostos por membros de partidos como Congresso de Todas as Pessoas e Partido Popular de Serra Leoa, que são os dois maiores partidos políticos da nação, além de mais dois outros partidos, a Grande Coalizão Nacional e a Coalizão para a Mudança. Há ainda três membros independentes que não foram eleitos por nenhum partido.